# Seth Baczynski
Seth Baczynski (ur. 26 listopada 1981 w Honolulu) − amerykański zawodnik mieszanych sztuk walki (MMA) polskiego pochodzenia. Były mistrz organizacji Ringside MMA w wadze półśredniej (2011). Profesjonalny zawodnik MMA od 2006 roku. 

## Kariera MMA
Rozpoczął karierę w 2006 roku w organizacji Rage in the Cage, gdzie stoczył siedem walk. Następnie został członkiem drużyny Tucson Scorpions w International Fight League, a później walczył na kilku mniejszych galach. W 2010 roku wziął udział w programie telewizyjnym The Ultimate Fighter. W 2011 roku został mistrzem organizacji Ringside MMA, po czym podpisał kontrakt z UFC. Od tamtej pory wygrał 5 walk, a przegrał 4.
11 kwietnia 2015 roku zmierzył się z Brytyjczykiem Leonem Edwardsem na gali UFC Fight Night - Gonzaga vs Cro Cop 2, która odbyła się w Krakowie.

## Życie prywatne
Baczynski jest żonaty i ma piątkę dzieci.